# Окінавська дієта
Окінавська дієта — багата поживними речовинами низькокалорійна дієта корінних народів островів Рюкю. Крім того, комерційна дієта для зниження ваги була досягнута на основі цього раціону жителів островів і почала носити цю саму назву

## Дієта корінних остров'ян
Люди з островів Рюкю, серед яких острів Окінава є найбільшим, відрізняються найвищою тривалістю життя, де чоловіки в середньому живуть до 78, а жінки — до 86 років. У процентному відношенні у жителів Окінави спостерігається на 20% менше випадків хвороб серця, на чверть — випадків раку грудей і простати і на третину — недоумства, ніж у жителів Сполучених Штатів.
Це частково було пов'язано з місцевою дієтою, а також із генетичними факторами, способом життя та екологічними факторами.
Багато хто з жителів острова харчується і живуть згідно з висловом Конфуція «хара хачі бу», що перекладається з японської як «їси, поки не наїсися на 8/10». Тому як правило, традиційні дієти остров'ян мають на 20% менше калорій, ніж середня японська кухня і містить 300% зелених або жовтих овочів (особливо батату). Окінавська дієта має низький вміст жиру і тільки 25% цукру і 75% зерна від середньостатистичної японської їжі.
Традиційна дієта також включає в себе відносно невелику кількість риби (менше, ніж половина, від середньої) і трохи більший вміст сої та інших бобових. За винятком свинини, майже не споживається м'ясо, практично відсутні яйця і молочні продукти. Окінавці споживають велику кількість свинини лише у свята.
Окінавський віковий поріг у 110 років є нормою і учасники дієти в середньому мали індекс маси тіла не більше за 20,4.

## Комерційна дієта для втрати ваги
Дієта складається з відносно низького рівню споживання калорій і містить аналогічні продукти харчування з традиційною окінавською дієтою. Основна увага в раціоні приділяється тому, скільки калорій на грам містить кожен елемент дієти.
Прихильники цієї дієти розділили їжу на 4 категорії на основі калорійності. «Напівлегкій»: Продукти харчування, які менше або дорівнюють 0,8 калорії на грам. Їх можна з'їсти вільно, без серйозного занепокоєння. «Легкі» продукти енергетична цінність яких від 0,8 до 1,5 калорії на грам. Їх слід вживати помірно. «Середні» — харчові продукти з енергетичною цінністю від 1,5 до 3,0 калорії на грам. Їх слід їсти тільки при ретельному моніторингу розміру з'їденого. І «Важка» — це харчові продукти від 3 по 9 калорій на грам. Їх слід їсти якомога менше.